# Spitzberg
Pour les articles homonymes, voir Spitz.
Ne pas confondre avec l'archipel du Svalbard, entité administrative norvégienne.
Le Spitzberg ou Spitsberg, en norvégien Spitsbergen, désigne une île de l'archipel du Svalbard située en mer du Groenland, la mer de Barents baignant l'île sur sa face orientale. L'île se trouve à 663 km au nord-nord-ouest du cap Nord, en Norvège, et à 439 km à l'est-sud-est des côtes septentrionales du Groenland.

## Toponymie
Spitzberg est un toponyme allemand ayant pour équivalent scandinave Spitsberg avec un « s » à la place du « z ». Ces deux toponymes signifient « montagne pointue ». Jusqu'en 1920, date de la signature du traité concernant le Spitzberg, l'archipel du Svalbard était appelé « Spitzberg » et son île principale « Spitzberg occidental », en norvégien Vestspitsbergen. Avec ce traité, la Norvège modifie les noms selon l'usage actuel.

## Géographie

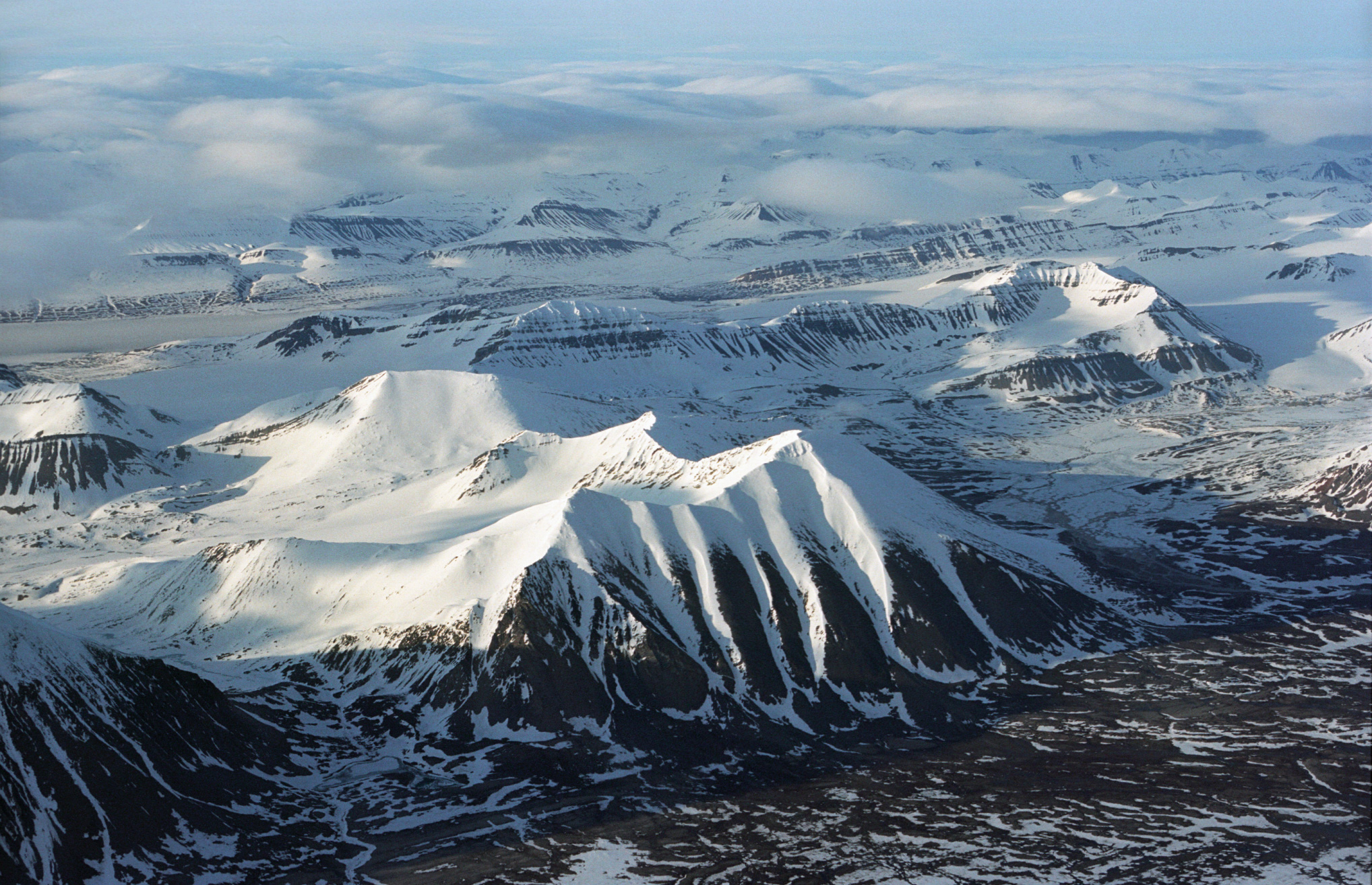
Paysage montagneux de l'intérieur du Spitsberg.

Le Spitsberg se situe en mer du Groenland et ses côtes orientales sont baignées par la mer de Barents. Seule la pointe la plus septentrionale de l'île est en contact avec l'océan Arctique. Le Spitsberg est la plus grande île du Svalbard.
Cette île est aussi la seule à être peuplée avec l'île aux Ours (Bjørnøya). D'une superficie de 39 044 km2, elle mesure 394 kilomètres de longueur du nord au sud pour 40 à 221 kilomètres de largeur d'est en ouest.
Les affleurements de ses couches géologiques et des fossiles qu'elles contiennent permettent de mieux comprendre la tectonique des plaques. Le parc national de Nordvest-Spitsbergen contient deux des sources d'eaux chaudes les plus au nord de la planète par 80° de latitude nord. Le géologue Joseph Marie Élisabeth Durocher parcourant le nord de l'Europe pour étudier les dépôts métallifères contribue à faire connaître l'île par ses articles sur la géologie, la minéralogie, la métallurgie et la chimie, notamment dans l'ouvrage de Paul Gaimard Voyages de la commission scientifique du Nord de la Scandinavie, en Laponie, au Spitsberg et aux Féroé, pendant les années 1838-1840 ; ainsi le Durochertoppen, montagne du Wedel Jarlsberg Land, fut-il nommé en sa mémoire.

## Histoire

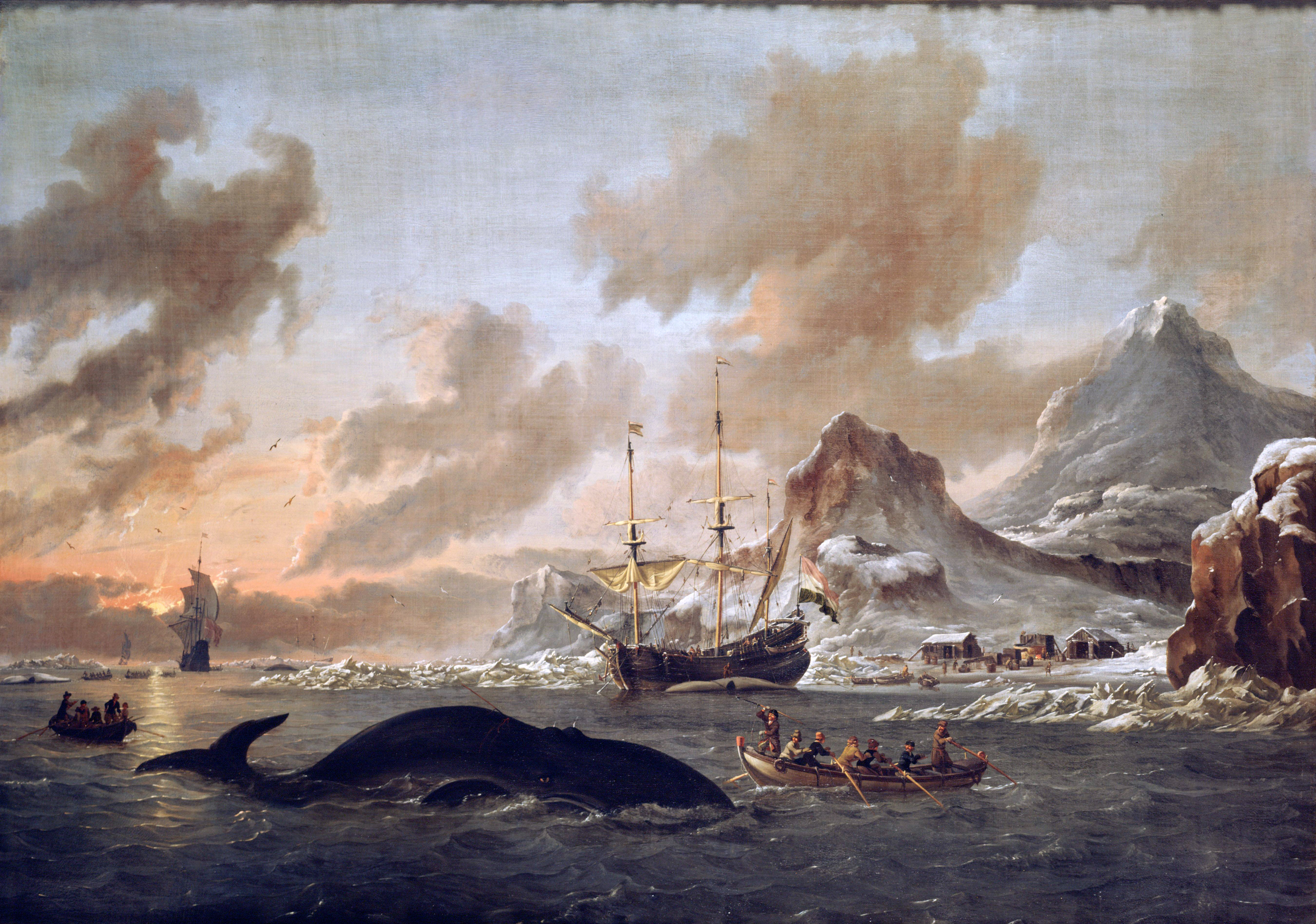
Chasse à la baleine dans les eaux du Spitzberg.

La version dominante de l'histoire du Spitsberg veut que l'explorateur néerlandais Willem Barentsz soit à l'origine de sa découverte en 1596 alors qu'il faisait route vers la Chine via le passage du Nord-Est. Il baptisa l'île Spitsbergen en référence à ses sommets escarpés. 
Néanmoins, l'archipel semble avoir été connu par les chasseurs russes pomors dès les XIIe et XIVe siècles bien qu'aucune preuve solide antérieure au XVIIe siècle n'ait été retrouvée. Pensant que les terres découvertes font partie du Groenland, ils la nomment Grumant. Le toponyme de « Svalbard » est mentionné pour la première fois dans les sagas islandaises des Xe et XIe siècles mais il se réfère très vraisemblablement à la côte de Blosseville au Groenland. Il est adopté par les Norvégiens au moment de leur acquisition de l'archipel en 1920.
Friedrich Martens étudie en 1671 l'histoire naturelle du Spitsberg. En 1764, durant l'été, le lieutenant Nemtinov établit un dépôt dans le détroit de Bell sur la côte du Spitsberg, cinq maisons équipés de provisions pour de prochaines missions, en prévision du voyage de Vassili Tchitchagov. Mais l'explorateur échoue par deux fois. En juin 1773, Constantine John Phipps est lui aussi bloqué par les glaces. De nombreux voyages scientifiques tels ceux de Karl von Waldburg-Zeil et Theodor von Heuglin y ont lieu durant tout le XIXe siècle. Charles Rabot, géographe, journaliste et explorateur français, dirige des expéditions dans l'archipel et réalise une cartographie détaillée du Spitsberg ; la base de recherche française de Ny-Ålesund porte son nom.
Au début du XXe siècle, l'île est un lieu de chasse à la baleine, utilisé notamment par les Basques. Cela soulève quelques litiges concernant les droits de pêche. Le traité concernant le Spitzberg, à l'origine signé le 9 février 1920 par les États-Unis, le Royaume-Uni, le Danemark, la France, l'Italie, le Japon, la Norvège, les Pays-Bas et la Suède, conduit tous les États contractants à reconnaître la souveraineté de la Norvège sur ce territoire et fixe les questions des droits de pêche. Les mines de charbon exploitées par des intérêts russes à Barentsburg sont une conséquence de ce traité.

## Démographie
Avec la petite île aux Ours située à 238 km au sud-sud-est, le Spitsberg est la seule île de l'archipel du Svalbard à être habitée. Sa ville principale est Longyearbyen avec 1 600 habitants environ, puis suivent Barentsburg (850 habitants russes), Ny-Ålesund (20 habitants) et Pyramiden (7 habitants russes). Ce sont les seuls lieux habités du Spitsberg, le reste étant constitué de villes fantômes comme Grumantbyen, Colesbukta ou Advent City.

## Activités

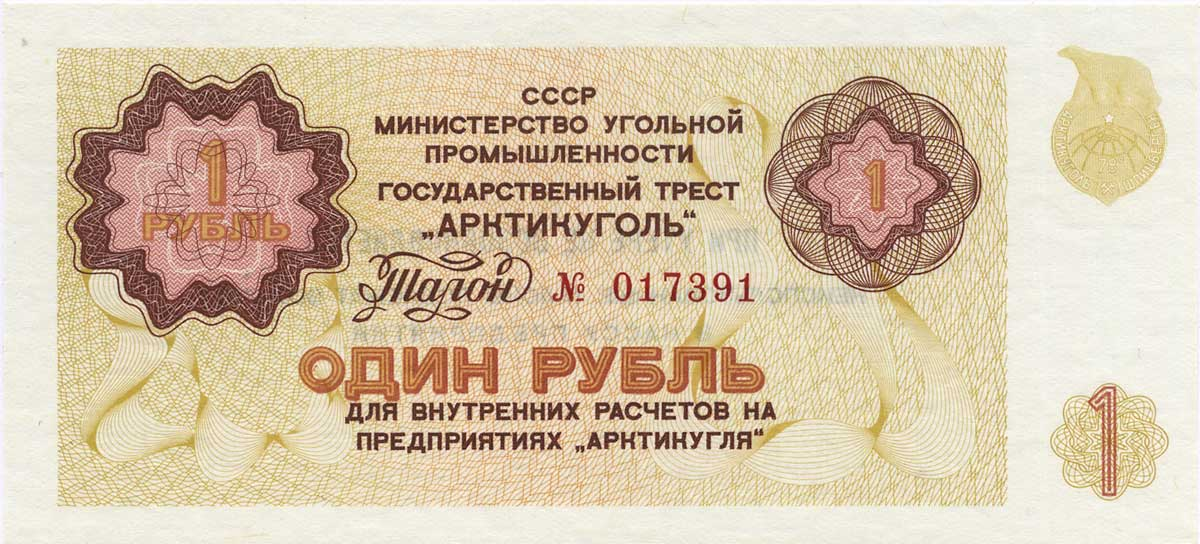
Billet d'un rouble émis en 1976 pour le Spitzberg.

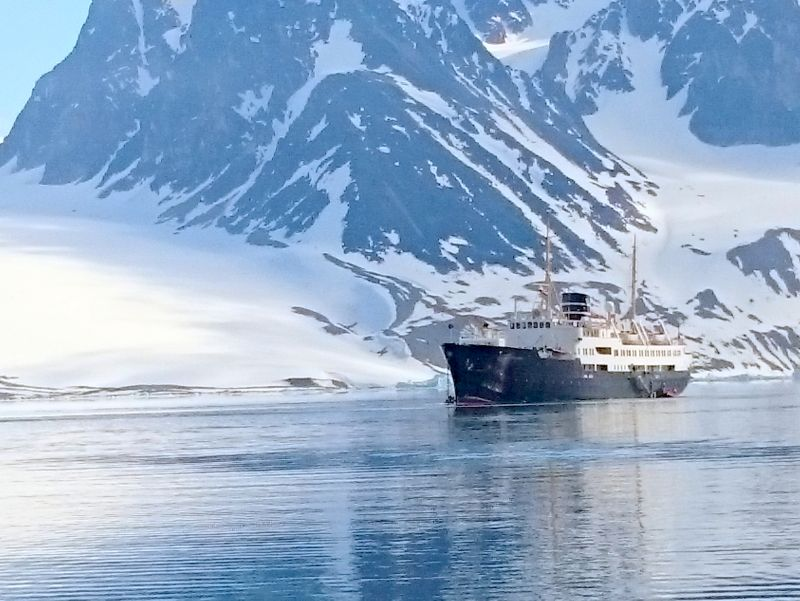
Le MS Nordstjernen (« Étoile du Nord ») du Hurtigruten dans la baie de la Madeleine.

Sur cette île est installée la réserve mondiale de semences du Svalbard, une énorme chambre froide et forte conservant des échantillons de l'ensemble des graines vivrières de la planète en vue de la conservation de la biodiversité.
L'ancien village minier de Ny-Ålesund est aujourd'hui une cité scientifique internationale.
La France y possède deux stations de recherche : la base Charles Rabot dans le village et la base Jean Corbel à cinq kilomètres à l'est du village, cette dernière (créée en 1964) étant la plus ancienne des stations scientifiques  de l'archipel.
Le tourisme s'y développe avec les navires de croisière, dont ceux de la compagnie Hurtigruten. 
En 1997, une exposition intitulée Antarctica, hivernage au Spitzberg a eu lieu au Musée national de la Marine à Paris.
L'île est desservie par les aéroports de Longyearbyen et de Ny-Ålesund.